# Dolina, Dobrici
Dolina (în bulgară Долина, în română Arnăut-Cuius) este un sat în comuna Dobricika, regiunea Dobrici, Dobrogea de Sud, Bulgaria. 
Între anii 1913-1940 a făcut parte din plasa Ezibei a județului Caliacra, România.

## Demografie
Componența etnică a satului Dolina
     Turci (9,91%)
     Bulgari (68,1%)
     Nicio identificare (21,98%)
     Altele (0%)
La recensământul din 2011, populația satului Dolina era de 232 locuitori. Din punct de vedere etnic, majoritatea locuitorilor (68,1%) erau bulgari, cu o minoritate de turci (9,91%). Pentru 21,98% din locuitori nu este cunoscută apartenența etnică.